# 池田町 (大阪市)
池田町（いけだちょう）は、大阪府大阪市北区の町名。丁番を持たない単独町名である。

## 地理
大阪市北区東部に位置。南はJR天満駅のある錦町、北は菅栄町、西は天神橋5丁目、東は天満橋筋を挟んで樋之口町と接する。
JR天満駅の北側、天神橋筋商店街の東側に広がる池田町エリアは裏天満と呼ばれ、当地は古くより数多くの市場が存在した。現在では2005年にオープンしたぷららてんまがその機能を賄っている。また、地内の東側は団地となっている。

## 歴史
元は西成郡川崎村と国分寺村のそれぞれ一部。
江戸時代に大坂三郷最北端の町となる池田町（いけだまち）があったが、当町とは場所が異なる。江戸時代の池田町は現在の天神橋4丁目の天神橋筋商店街沿いの北半に当たる。
- 1889年（明治22年）4月1日 町村制施行により、西成郡川崎村、豊崎村大字国分寺となる。
- 1897年（明治30年）4月1日 大阪市へ編入され、北区川崎、豊崎大字国分寺となる。
- 1900年（明治33年） 天神橋筋東2 - 3丁目・天満橋筋西2 - 4丁目・天満橋筋6丁目の町名に改編。
- 1924年（大正13年） 天神橋筋東2 - 3丁目・天満橋筋西2 - 4丁目のそれぞれ一部を池田町・国分寺町の町名に改編。
- 1943年（昭和18年）4月1日 国分寺町の都島通以北が新設の大淀区へ転属となり、大淀区国分寺町となる。
- 1944年（昭和19年）1月1日 北区国分寺町を菅栄町に改称。
- 1978年（昭和53年） 池田町の北西部を天神橋5丁目の一部に改編、菅栄町の南部および天満橋筋6丁目の西部を池田町へ編入し、現在の町域となる。

## 世帯数と人口
2019年（平成31年）3月31日現在の世帯数と人口は以下の通りである。
| 町丁   | 世帯数    | 人口    |
| ------ | --------- | ------- |
| 池田町 | 2,620世帯 | 4,593人 |

### 人口の変遷
国勢調査による人口の推移。
| 1995年（平成7年）  | 4,910人 | [ 6 ]  |  |
| 2000年（平成12年） | 4,811人 | [ 7 ]  |  |
| 2005年（平成17年） | 4,930人 | [ 8 ]  |  |
| 2010年（平成22年） | 4,968人 | [ 9 ]  |  |
| 2015年（平成27年） | 4,885人 | [ 10 ] |  |

### 世帯数の変遷
国勢調査による世帯数の推移。
| 1995年（平成7年）  | 1,893世帯 | [ 6 ]  |  |
| 2000年（平成12年） | 2,095世帯 | [ 7 ]  |  |
| 2005年（平成17年） | 2,399世帯 | [ 8 ]  |  |
| 2010年（平成22年） | 2,600世帯 | [ 9 ]  |  |
| 2015年（平成27年） | 2,712世帯 | [ 10 ] |  |

## 学区
市立小・中学校に通う場合、学区は以下の通りとなる。北区内の全ての市立中学校と、大阪市内の小中一貫校が対象で学校選択が可能（抽選を実施）。
| 番・番地等 | 小学校             | 中学校             |
| ---------- | ------------------ | ------------------ |
| 全域       | 大阪市立菅北小学校 | 大阪市立天満中学校 |

## 事業所
2016年（平成28年）現在の経済センサス調査による事業所数と従業員数は以下の通りである。
| 町丁   | 事業所数  | 従業員数 |
| ------ | --------- | -------- |
| 池田町 | 232事業所 | 1,395人  |

## 施設
- 天満卸売市場
  - ぷららてんま
- 八紘寺
- 池田町本通り
- 池田町中央通り

## 交通

### 鉄道
- 地内に駅はなくJR大阪環状線「天満駅」が最寄り駅である。

### 道路
高速道路
- 阪神高速11号池田線

主要地方道
- 大阪府道30号大阪和泉泉南線（天満橋筋）

## その他

### 日本郵便
- 〒530-0033[3]（集配局：大阪北郵便局[13]）